# José Cuciuffo
José Luis Cuciuffo (Córdoba, 1º febbraio 1961 – Bahía San Blas, 11 dicembre 2004) è stato un calciatore argentino.

## Carriera

### Club
Di origini italiane (nonni originari della provincia di Enna), Cuciuffo debuttò nel Talleres verso la fine degli anni settanta, ma guadagnò la maggior parte della sua notorietà iniziale al Chaco For Ever, un club del Nord-Est dell'Argentina con il quale disputò il Torneo Nacional 1980. Tornò al Talleres da titolare, in una squadra nella quale militavano giocatori come Luis Galván, José Daniel Valencia, Miguel Oviedo e José Reinaldi.
La rivista Humor iniziò nel 1981 una rubrica, Pelotas, nella quale Cuciuffo era citato svariate volte a causa del suo cognome; questa rubrica contribuì notevolmente ad aumentare la popolarità del giocatore, fino ad allora elemento poco notato del calcio argentino.
Nel 1987 si trasferì al Boca Juniors, dopo aver giocato cinque anni nel Vélez Sársfield. Con il Boca giocò tre stagioni, prima di trasferirsi al Nîmes Olympique dopo una goleada subita dal Racing Club (0-6) che fece infuriare i tifosi contro la squadra. Nel 1993 tornò in Argentina per giocare con il Belgrano, rivale cittadino del Talleres, prima di ritirarsi dal calcio giocato.

### Nazionale
Una volta ottenuta la convocazione di Carlos Bilardo, Cuciuffo era inizialmente una riserva nella rosa del Mondiale, ma l'infortunio occorso a Daniel Passarella costrinse Bilardo a cambiare modulo e a giocare con un libero (José Luis Brown) e due marcatori (Oscar Ruggeri e Cuciuffo). Giocò da titolare cinque delle sette partite del mondiale messicano, il torneo passato alla storia per aver consegnato ufficialmente alla leggenda Diego Armando Maradona, laureandosi campione del mondo; in quell'occasione aveva indossato il numero 9, insolito per un difensore, dato che la Federazione calcistica dell'Argentina aveva numerato la squadra seguendo l'ordine alfabetico. Con la nazionale di calcio dell'Argentina giocò otto partite in totale.

## Dopo il ritiro
Dopo il ritiro si occupò di un bar di sua proprietà e fece parte del sindacato degli allenatori a Córdoba. Allenò anche il piccolo club del 24 de Setiembre e fu proprietario della scuola calcio Potreros de Claret.
La sua ultima apparizione pubblica fu in occasione della Coppa Intercontinentale del 2003 tra Boca Juniors e Milan, quando visitò i giocatori argentini in albergo. Sabato 11 dicembre 2004 fu ritrovato morto, ucciso da un colpo di fucile accidentale dopo una battuta di caccia. La salma è oggi tumulata nel cimitero Parque Azul di Alta Gracia, Córdoba.

## Palmarès

### Club

#### Competizioni internazionali
- Supercoppa Sudamericana: 1

Boca Juniors: 1989
- Recopa Sudamericana: 1

Boca Juniors: 1990

### Nazionale
- Campionato mondiale: 1

Messico 1986

### Individuale
- Equipo Ideal de América: 1

1986